# 200-talet (decennium)
Decenniet 200-talet började den 1 januari 200 och slutade den 31 december 209. Det var seklet 200-talets första decennium.

## Händelser
- Septimus Severus reste en triumfbåge i sin hemstad Lepcis Magna när han besökte den år 203.
- Kirgizerna kan spåras tillbaka till detta decennium.

### Romarriket
Vid den här tiden var Septimus Severus kejsare i Romarriket. Det territorium som allra mest krävde hans uppmärksamhet tycks ha varit Britannien. Antoninus mur, som löpte från Clydes mynning till Firth of Forth, lyckades aldrig till fullo fylla sin roll, och mot slutet av 100-talet verkar dess försvarsverk varit mer eller mindre övergivet, vilket lämnade området sårbart för invasioner från norr. Följaktligen reste Severus till Britannien år 208, tillsammans med sin fru, två söner, och praetorianprefekten Aemilius Papinianus. De massiva expeditioner som följde intog Kaledonien så långt som till Moray Firth, men åstadkom inga långvariga resultat. Inga försök gjordes att återupprätta Antoninus mur som permanent gränslinje, istället återbyggdes Hadrianus mur. Samtidigt, år 211, blev Severus dödligt sjuk i Eboracum (som senare blev York) och dog, 66 år gammal.